# Brisbane
Brisbane (IPA: ˈbrɪzbən) è la capitale e la città più popolosa dello stato australiano del Queensland, nonché la terza città più popolosa dell'Australia.
L'area metropolitana di Brisbane, posta lungo la costa orientale del Paese, ha una popolazione di quasi 2 milioni e mezzo di abitanti. Un residente di Brisbane è comunemente chiamato "Brisbanite".
Il distretto affaristico centrale di Brisbane è situato sull'insediamento originale, posto all'interno di un'ansa del fiume Brisbane, approssimativamente a 23 km dalla sua foce a Moreton Bay. L'area metropolitana si estende in tutte le direzioni lungo la piana alluvionale della valle del fiume Brisbane, tra la baia e la Grande Catena Divisoria. Poiché la città è governata da numerose municipalità, queste sono accentrate attorno al consiglio della città di Brisbane che ha giurisdizione sulla più vasta area e popolazione nella Brisbane metropolitana ed è anche l'area di governo australiana locale più grande per popolazione.
La città e il fiume che l'attraversa sono intitolate a Thomas Brisbane, governatore del Nuovo Galles del Sud dal 1821 al 1825.
Il primo insediamento europeo nel Queensland fu una colonia penale a Redcliffe, 28 km a nord del distretto degli affari di Brisbane, nel 1824. Quell'insediamento fu presto abbandonato e trasferito a North Quay nel 1825. Brisbane fu scelta come capitale quando il Queensland venne proclamato colonia separata dal Nuovo Galles del Sud nel 1859.
La città ha giocato un ruolo chiave durante la seconda guerra mondiale, in quanto quartier generale del Pacifico del Sud-Ovest del generale Douglas MacArthur. Brisbane ha ospitato molti grandi eventi culturali e sportivi fra cui i Giochi del Commonwealth nel 1982, l'Esposizione universale nel 1988 e la finale dei Goodwill Games nel 2001. Nel 2032 ospiterà i Giochi della XXXV Olimpiade.
Nel 2008 Brisbane è stata classificata come città "Gamma +" nell'inventario del World Cities Study Group dall'Università di Loughborough. È stata anche dichiarata 16ª città più abitabile nel mondo nel 2009 da The Economist.
La città è stata designata come sede dei Giochi estivi della XXXV Olimpiade, nel 2032.

## Geografia fisica

### Territorio
Brisbane è situata lungo il fiume Brisbane e le sue periferie orientali si trovano lungo le coste di Moreton Bay.
L'area metropolitana di Brisbane si distende lungo la piana alluvionale di Moreton Bay da Caboolture a nord fino a Beenleigh a sud, e attraverso Ipswich nel sud ovest. 
Molti piccoli corsi d'acqua attraversano la città, aumentando il rischio di allagamento. La città ha subito tre grandi inondazioni dai tempi della colonizzazione: nel febbraio 1893, nel gennaio 1974 e nel gennaio 2011.
A poca distanza da Brisbane si trova Cape Byron, il punto più orientale d'Australia.

### Clima
Brisbane ha un clima umido subtropicale con estati caldo-umide e inverni secchi e moderatamente caldi. Data la sua prossimità al mare dei coralli e ad una calda corrente oceanica, la temperatura di Brisbane è leggermente meno variabile se comparata a quella di altre capitali australiane, specialmente in inverno, quando temperature massime inferiori ai 20 °C sono relativamente rare (se comparate con Sydney, Melbourne, Adelaide e Perth).
Su base annuale, Brisbane ha una media di 124 giorni soleggiati. La temperatura apparente eccede i 30 °C per quasi tutta l'estate.
La temperatura più alta in città è stata di 43,2 °C, registrata nel gennaio 1940, ma temperature sopra i 38 °C non sono rare.
Tra il 2001 ed il 2011 Brisbane e le aree circostanti hanno sperimentato la peggiore siccità in oltre un secolo, con livelli della diga calati al 16.9% della sua capacità il 10 agosto 2007.
Brisbane è situata nella zona tropicale a rischio cicloni, ma i cicloni qui sono rari. L'ultimo ciclone ad interessare Brisbane, anche se non ha attraversato direttamente la città, è stato il ciclone tropicale Hamish nel marzo 2009: pur passando a 350 km a nord di Brisbane, ha causato danni ingenti alle spiagge, ed una perdita di olio significativa al di fuori di Moreton Bay.
La città è soggetta a violente tempeste nei mesi primaverili ed estivi (da novembre a marzo). Il 16 novembre 2008 una forte tempesta causò molti danni nei sobborghi più esterni. Tetti furono strappati via dalle case, e centinaia di alberi furono sradicati. Più di recente, il 27 novembre 2014, una tempesta molto forte ha colpito direttamente il centro della città. Descritta come "la tempesta peggiore del decennio", una importante grandinata ha rotto vetri di grattacieli, mentre una inondazione lampo ha colpito il centro direzionale della città. Raffiche di vento di 141 km/h sono state registrate in alcuni sobborghi, molte case sono state severamente danneggiate, macchine sono state distrutte e aeroplani sono stati ribaltati nell'aeroporto di Brisbane.
Le tempeste di sabbia sono estremamente rare a Brisbane, ma il 23 settembre 2009 una forte tempesta di sabbia ricoprì la città, insieme ad altre località dell'Australia orientale.

## Storia

### XIX secolo

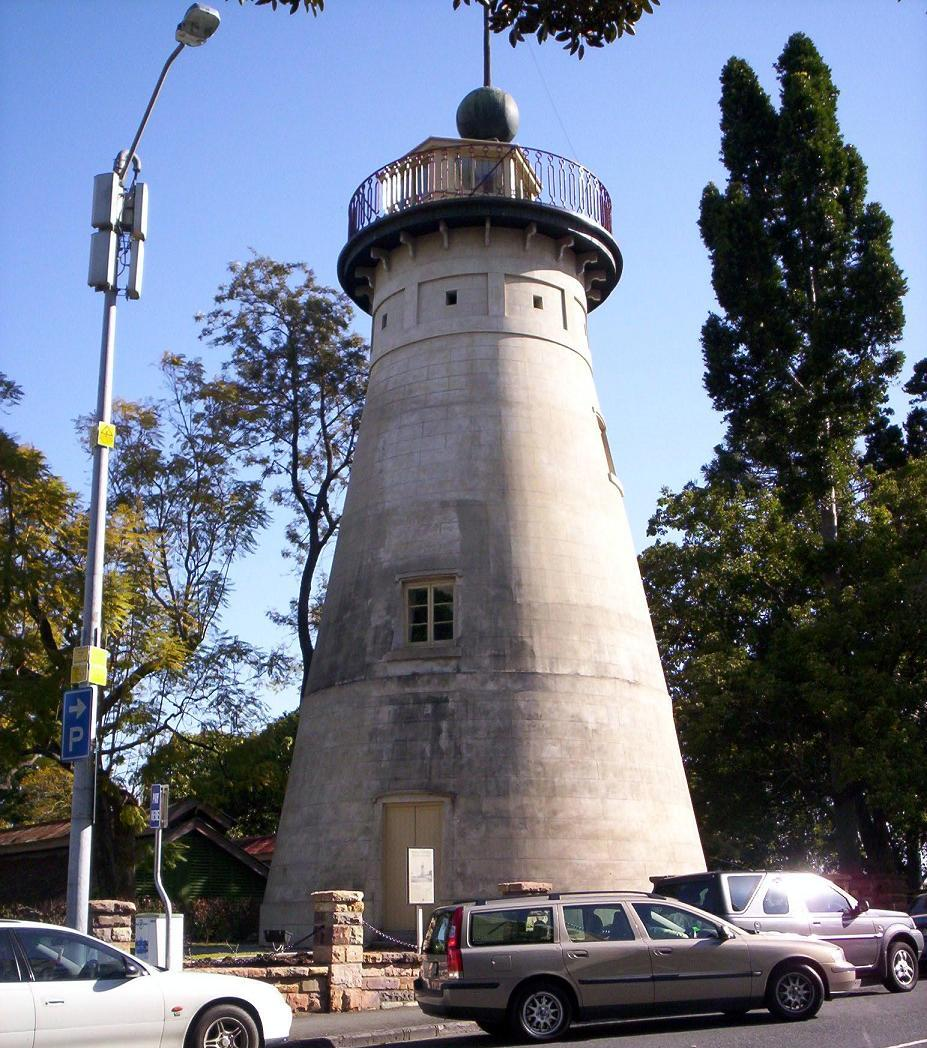
LOld Windmill, a Wickham Park, Brisbane, costruito dai condannati nel 1828

Prima dell'insediamento degli europei, l'area di Brisbane era abitata dalle popolazioni indigene dei Turrbal e dei Jagera. Tali popolazioni chiamavano l'area del CBD Milan-jin, che significa "luogo a forma di spuntone".
L'area di Moreton bay fu inizialmente esplorata da Matthew Flinders. Il 17 luglio 1799 Flinders sbarcò in quello che oggi è conosciuto come Woody Point, che lui chiamò "Red cliff point", dalle scogliere colorate di rosso visibili dalla baia. Nel 1823 il governatore del Nuovo Galles del Sud, sir Thomas Brisbane, diede istruzione di sviluppare una nuova colonia penale, ed una nuova esplorazione partì, condotta da John Oxley, per esplorare ulteriormente Moreton Bay. Oxley scoprì, battezzò ed esplorò il fiume Brisbane fino a Goodna, a 20 chilometri a monte della città. Oxley raccomandò Red Cliff Point per la nuova colonia, riferendo che le navi potevano approdare anche con la bassa marea, e arrivare facilmente vicino alla costa.
La colonia si stabilì a Redcliffe il 13 Settembre 1824, sotto il comando del luogotenente Henry Miller con 14 soldati (con alcune mogli e figli) e 29 prigionieri. Questo insediamento fu comunque abbandonato dopo un anno, e la colonia fu spostata in un sito lungo il fiume Brisbane conosciuto come North Quay, 28 km a sud, che offriva un approvvigionamento d'acqua molto più affidabile. Sir Thomas Brisbane visitò la colonia e viaggiò 45 km a monte lungo il fiume Brisbane nel dicembre 1824, conferendo a Brisbane il primato di essere l'unica città australiana su cui il suo omonimo avesse messo piede.
Il comandante Justice Forbes diede al nuovo insediamento il nome di Edenglassie prima che fosse battezzato Brisbane. L'insediamento di europei non-condannati della regione di Brisbane iniziò nel 1838. Alcuni missionari tedeschi si stabilirono su Zions Hill, Nundah già nel 1837,  cinque anni prima che Brisbane fosse dichiarata una colonia libero. Il gruppo consisteva nei pastori Christopher Eipper (1813–1894) e Carl Wilhelm Schmidt e nei missionari laici Haussmann, Johann Gottried Wagner, Niquet, Hartenstein, Zillman, Franz, Rode, Doege e Schneider. A loro furono assegnati 260 ettari su cui organizzare la missione, che divenne poi conosciuta con il nome di German Station. Più tardi negli anni 60 del XIX secolo, molti immigranti tedeschi dalla regione dell'Uckermark in Prussia e di altre regioni tedesche si stabilirono nell'area di Bethania- Beenleigh e di Darling Downs. Questi immigranti furono scelti per aiutare nei programmi di immigrazione stabiliti da John Dunmore Lang e Johann Christian Heussler.
La colonia penale sotto il controllo del capitano Patrick Logan rifiorì, con un numero di condannati che aumentò notevolmente, da 200 ad oltre 1000.  Il capitano creò un solido insediamento, con palazzi costruiti in mattoni e pietre, completo di scuola ed ospedale. Logan è anche tristemente famoso per il suo uso estremo del gatto a nove code sui prigionieri. Il massimo numero di frustate consentito era 50, ma Logan regolarmente applicava sentenze di 150 frustate.
I primi coloni liberi si stabilirono nell'area nel corso dei cinque anni seguenti, e alla fine del 1840 Robert Dixon iniziò a lavorare sul primo progetto della Città di Brisbane, in anticipazione del futuro sviluppo. Il Queensland si separò dal Nuovo Galles del Sud con un decreto datato 6 giugno 1859, proclamato da Sir George Ferguson Bowen il 10 dicembre 1859, quando divenne primo governatore del Queensland, scegliendo Brisbane come capitale, anche se non fu riconosciuta come città fino al 1902.

### XX secolo

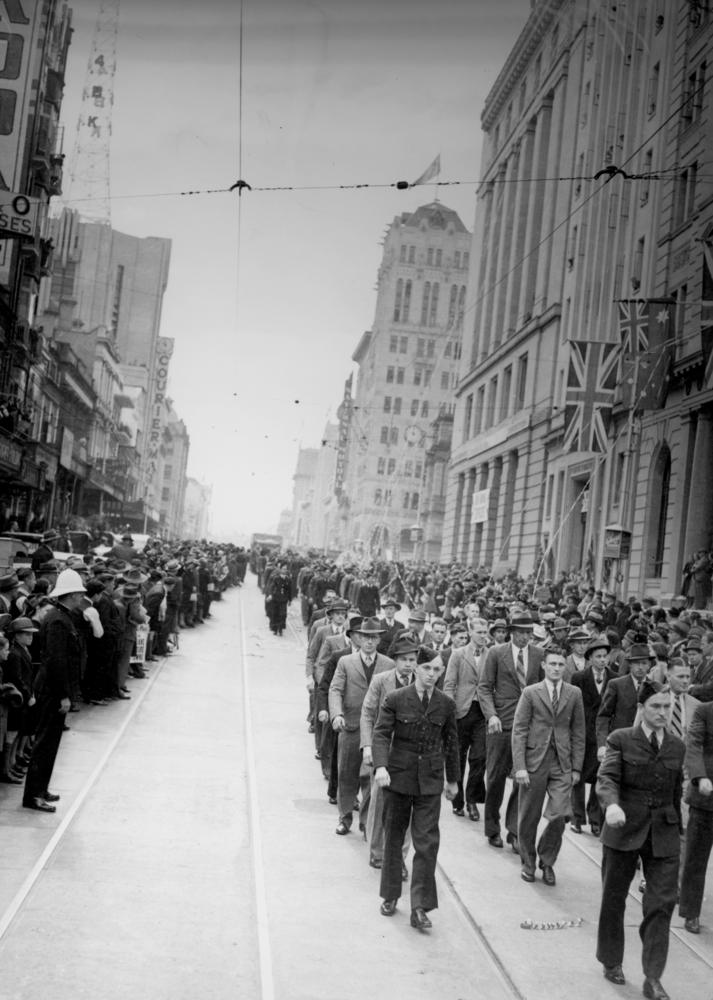
Reclute della Royal Australian Air Force in marcia lungo Queen Street, agosto 1940

Più di venti piccole municipalità e contee furono amalgamate nel 1925, formando la Città di Brisbane, governata dal Brisbane City Council. Il 1930 fu un anno molto significativo per Brisbane, con il completamento del Brisbane City Hall, che all'epoca era il palazzo più alto della città, e dello Shrine of Remembrance, nella ANZAC Square, che è diventato il più importante memoriale di guerra della città.
Questi edifici storici, insieme allo Story Bridge che fu inaugurato nel 1940, sono i punti di riferimento chiave che definiscono il carattere architettonico della città.
Durante la seconda guerra mondiale, Brisbane ebbe una importanza centrale per la campagna degli alleati, quando l'AMP Building (chiamato oggi Mac Arthur Central) fu utilizzato come quartier generale nel pacifico del sud ovest per il Generale Douglas MacArthur, Capo delle forze Alleate nel Pacific, finché il suo quartier generale fu spostato in Hollandia nell'agosto del 1944. MacArthur aveva in precedenza rifiutato l'uso del complesso dell'Università del Queensland per i suoi quartier generali, poiché la sua collocazione nell'ansa del fiume a Santa Lucia avrebbe potuto aiutare i bombardieri nemici. Le truppe americane utilizzarono come quartier generale anche il T & G Building. Circa un milione di truppe statunitensi attraversano durante la guerra l'Australia, che era un punto primario di coordinamento per il sud ovest del Pacifico.
Nel 1942 Brisbane fu teatro di un violento scontro tra il personale militare statunitense e i militari e civili australiani, che risultò in una morte ed in centinaia di feriti. Questo incidente è colloquialmente ricordato come la Battaglia di Brisbane.
Dopo la guerra Brisbane si sviluppò come una grossa città di campagna, un'immagine della città che politici ed uomini d'affari erano molto interessati a cancellare. Alla fine degli anni 50 un poeta anonimo conosciuto come The Brisbane Bard generò molta attenzione per la città, aiutando a scuotere questo stigma. Nonostante la sua crescita costante, lo sviluppo di Brisbane fu disturbato da problemi infrastrutturali. Il governo, sotto la guida di Joh Bjelke-Petersen inaugurò un grosso programma di cambiamenti e rinnovo urbano per la città, cominciando dal CBD. I tram erano un popolare sistema di trasporto a Brisbane, prima che la rete fosse chiusa nel 1969.
Brisbane ospitò nel 1982 i giochi del commonwealth e l'esposizione mondiale del 1988 (chiamata anche World EXPO 88). Questi eventi furono caratterizzati da grossi investimenti pubblici, con costruzioni e sviluppi urbani mai visti prima nello stato del Queensland. La crescita della popolazione ha ecceduto la media nazionale a partire dal 1990, attestandosi su una media del 2,2% annuo.

### XXI secolo
Dopo due decenni di crescita record della popolazione, Brisbane è stata colpita da una alluvione nel gennaio 2011. Il fiume Brisbane non raggiunse lo stesso livello della inondazione del 1974, ma causò comunque ingenti danni e forti disagi alla città.

## Cultura

### Istruzione
Molte delle scuole di Brisbane (dell'infanzia, primarie e secondarie) sono sotto la giurisdizione di Education Queensland, che fa capo al governo del Queensland. Vi sono anche un gran numero di scuole indipendenti (private): cattolico romane, luterane, e altre scuole di stampo cristiano.

#### Università
In città si trovano l'Università del Queensland, la Queensland University of Technology (QUT) e la Griffith University (South Bank), tutte tra le migliori università Australiane.

### Musei
- City Botanic Gardens

### Teatri
Oltre al QPAC, in città la Brisbane Powerhouse di NewFarm, e il Judit Wright Centre of Contermorary arts su Brunswick street a Fortitude Valley ospitano diverse esibizioni e festival di arte, musica e danza.
Brisbane è anche sede di numerosi piccoli teatri, che danno accesso ad artisti emergenti e compagnie amatoriali. Il più antico è il Brisbane arts theatre, fondato nel 1936.

### Arte

#### Queensland Gallery of Modern Art
La Queensland Gallery of Modern Art (GOMA) è la più grande galleria di arte moderna in Australia. Nella GOMA si svolge la Asia Pacific Triennial (APT), che è incentrata sull'arte contemporanea dell'Asia e del Pacifico. 
La GOMA è situata in prossimità della State Library of Queensland e della Queensland Art Gallery.

#### Queensland Performing Arts Centre
Il Queensland Performing Arts Centre (QPAC), situato a South Bank, include un teatro lirico, una sala concerti, il Cremorne Theatre ed il Playhouse Theatre. Il QPAC è sede del Queensland Ballet, dell'Opera Queensland, della Queensland Theatre Company, e della Queensland Symphony Orchestra.

## Monumenti e luoghi d'interesse
La città conserva ancora alcuni edifici storici, risalenti agli anni venti del XIX secolo. 
- Old Windimill: edificio più antico della città, è un vecchio mulino a vento realizzato con il lavoro dei carcerati nel 1824.
- Old Commissariate Store: su William street, fu costruito sfruttando la manodopera dei carcerati nel 1828. L'edificio era originariamente usato come granaio, ma nel corso degli anni è stato utilizzato anche come ostello per immigranti e per l'archiviazione di documenti. Costruito con il tufo di Brisbane estratto dalle vicine falesie di Kangaroo Point e con arenarie provenienti da una miniera vicina. Il palazzo è oggi sede della Royal Historical Society of Brisbane.

Brisbane è sede di alcuni dei più alti palazzi in Australia. 
- Il palazzo più alto di Brisbane: situato al numero 1 di William Street, è alto 260 metri.
- Brisbane Skytower: palazzo in costruzione alto 270 metri.

## Geografia antropica
Il distretto affaristico centrale di Brisbane (CBD) è situato lungo un'ansa del fiume Brisbane. Il CBD ricopre 2,2 km2  ed è interamente percorribile a piedi. Le strade centrali prendono il nome dai componenti della Famiglia reale britannica. Queen Street è tradizionalmente considerata la strada principale di Brisbane. Le strade parallele a Queen street ed a Queen Street Mall (chiamate così in onore della regina Vittoria) sono state chiamate come membri femminili della famiglia reale (Adeliade, Alice, Ann, Charlotte, Elizabeth, Margaret, Mary), le strade ortogonali a queen street sono state battezzate come alcuni membri maschili (Albert, Edward, George, William).
Come molte città occidentali, Brisbane ha una superficie molto estesa, che sfocia nella greater metropolitan area. Questo anche perché molte delle case di Brisbane sono unità indipendenti (detached houses).
A causa di una vecchia legge che raccomandava una taglia minima per i blocchi residenziali, in passato a Brisbane le casette a schiera venivano costruite solo raramente. Di recente, la densità abitativa della città ed in particolare dei quartieri centrali è aumentata, con la costruzione di blocchi di appartamenti, risultando in un raddoppio della popolazione negli ultimi 5 anni.
La tipologia abitativa di appartamento è relativamente nuova per Brisbane, con poche di queste costruzioni risalenti a prima del 1970.
Prima del 1950 le case erano spesso costruite con un distinto stile architettonico, conosciuto come Queenslander, caratterizzato dalle ampie verande e dagli alti soffitti, e costruite prevalentemente in legno. Molte di queste case sono sopraelevate su pali (chiamati anche "stilts"), che originariamente erano in legno, ma che ora sono più spesso costruiti in acciaio o cemento. Le Queenslanders stanno oggi diventando rare, ma è possibile ancora scorgerne qualcuna nei sobborghi urbani do Brisbane.

### Suddivisioni amministrative
La città è ripartita nelle seguenti local government area:
- Città di Brisbane (sindaco: Graham Quirk[25])
- Città di Ipswich
- Città di Logan
- Regione di Moreton Bay
- Città di Redland
- Regione di Scenic Rim (in parte)

### Sobborghi
- Alderley
- Ashgrove
- Crestmead
- Hillcrest
- Petrie
- Zillmere
- Stafford
- Bald Hills
- Lutwyche
- Northgate
- Chermside
- Bulimba
- Hawthorne
- Bracken Ridge
- Woollongabba
- South Brisbane
- East Brisbane
- Hamilton
- Sunnybank
- Mount Gravatt
- Taigum
- Carindale
- Kangaroo Point
- Underwood

## Infrastrutture e trasporti
La città è servita dall'Aeroporto di Brisbane.
La stazione di Brisbane Centrale è la principale stazione ferroviaria della città.

## Amministrazione

### Gemellaggi
Brisbane è gemellata con:
- Kōbe, dal 1985
- Auckland, dal 1988
- Shenzhen, dal 1992
- Semarang, dal 1993
- Kaohsiung, dal 1997
- Daejeon, dal 2002
- Chongqing, dal 2005
- Abu Dhabi, dal 2009
- Randazzo, dal 1980

## Sport
La squadra professionale più popolare nella città è Brisbane Broncos, ch partecipa alla National Rugby League. 
Brisbane ospita anche una squadra professionale di calcio chiamata Brisbane Roar FC ed una squadra del club AFL, i Brisbane Lions. La sua squadra di Basket di Brisbane, i Brisbane Bullets, sono stati recentemente riammessi nella National Basketball League (Australia). 
| Sport                | Nome della squadra   | Lega                               | Stadio                                  | Note   |
| -------------------- | -------------------- | ---------------------------------- | --------------------------------------- | ------ |
| Rugby a 13           | Queensland           | State of Origin series             | Suncorp Stadium (Lang Park)             | [ 27 ] |
| Rugby a 13           | Brisbane Broncos     | National Rugby League              | Suncorp Stadium (Lang Park)             | [ 28 ] |
| Rugby a 15           | Queensland Reds      | Super Rugby                        | Suncorp Stadium (Lang Park)             | [ 29 ] |
| Calcio               | Brisbane Roar        | A-League                           | Suncorp Stadium (Lang Park)             |        |
| Cricket              | Queensland Bulls     | Sheffield Shield Ryobi One Day Cup | The Gabba                               | [ 30 ] |
| Cricket              | Brisbane Heat        | Big Bash League                    | The Gabba                               |        |
| Football australiano | Brisbane Lions       | Australian Football League         | The Gabba                               | [ 31 ] |
| Pallacanestro        | Brisbane Bullets     | National Basketball League         | Brisbane Convention & Exhibition Centre | [ 32 ] |
| Netball              | Queensland Firebirds | ANZ Championship                   | Brisbane Convention & Exhibition Centre | [ 33 ] |
| Baseball             | Brisbane Bandits     | Australian Baseball League         | Holloway Field                          |        |
| Hockey su prato      | Queensland Blades    | Australian Hockey League           | Queensland State Hockey Centre          |        |

A seguito della decisione del CIO del 21 luglio 2021, nel 2032 la città ospiterà i Giochi della XXXV Olimpiade.